# Jean-Michel Bismut
Pour les articles homonymes, voir Bismut.
Jean-Michel Bismut, né le 26 février 1948 à Lisbonne, est un mathématicien français, professeur à l'Université Paris-Sud.

## Biographie
Jean-Michel Bismut est ancien élève de l'École polytechnique, ingénieur du corps des mines et docteur ès sciences mathématiques.
Il est d'abord maître de conférences à l'École polytechnique (1975-1987) puis professeur à l'université Paris-Sud 11 au laboratoire de mathématiques d'Orsay depuis 1981.
Jean-Michel Bismut a été en outre visiteur à l'Institute for Advanced Study de Princeton (New Jersey) (1984) et à l'Institut des hautes études scientifiques (1987-1988). Il est membre du comité scientifique de l'Institut Isaac-Newton de Cambridge depuis 1990. En 1984 il a reçu le prix Montyon et en 1990 le prix Ampère de l'Académie des sciences, dont il est membre depuis 1991. Il a été nommé membre de l'Institut universitaire de France en 1992 pour 5 ans, et reconduit en 1997 pour cinq années supplémentaires. Il est élu en 2021 membre étranger de l'Académie nationale des sciences des États-Unis. En 2021, il  partage avec Jeff Cheeger le prix Shaw de sciences mathématiques. Il leur est remis pour « leurs idées remarquables qui ont transformé et continuent de transformer la géométrie moderne ».

## Distinctions
- Chevalier de la Légion d'honneur (1994)

## Travaux
L'œuvre scientifique de Jean-Michel Bismut a été consacrée à l'optimisation stochastique (en), au calcul de Malliavin, au théorème de l'indice local des familles et à ses applications en géométrie différentielle et en géométrie algébrique.
- En optimisation stochastique, les travaux de Bismut ont porté sur l'établissement d'un principe du maximum stochastique, et sur l'application de la théorie du potentiel à l'optimisation de fonctionnelles associées à des diffusions markoviennes.
- Bismut a travaillé sur le calcul des variations stochastiques (ou calcul de Malliavin), en particulier sur les flots différentiels stochastiques, et sur le lien entre les formules de quasi-invariance de Girsanov et les formules d'intégration par parties sur l'espace de Wiener.
- Les travaux de Bismut ont aussi porté sur le théorème de l'indice d'Atiyah-Singer, et plus spécifiquement sur l'établissement d'une forme précisée de ce théorème, le théorème d'indice local des familles.
- Enfin, d'autres travaux de Bismut ont été consacrés à diverses applications du théorème d'indice local des familles : théorèmes de courbure sur le déterminant d'une famille d'opérateurs de Dirac (en géométrie réelle et en géométrie complexe), différents résultats sur les immersions complexes, les métriques de Quillen, les invariants êta, et la torsion analytique de Ray-Singer.